# Нагаур
Нагаур (англ. Nagaur, хинди नागौर) — город и муниципалитет в центральной части индийского штата Раджастхан. Административный центр округа Нагаур.

## География и климат
Расположен к юго-востоку от города Биканер и к северо-востоку от города Джодхпур, на высоте 301 м над уровнем моря. Климат города можно охарактеризовать как засушливый. Лето жаркое, часты пыльные бури. Сезон дождей — очень короткий, продолжается с июля по середину сентября.

## Население
Население города по данным на 2001 год составляет 88 313 человек (46 364 мужчины и 41 949 женщин).
| 1991   | 2001   | 2012    |
| ------ | ------ | ------- |
| 68 194 | 88 828 | 111 725 |

Источник: